# Fedustria
Fedustria is een Belgische sectorale werkgeversorganisatie voor productiebedrijven uit de textiel-, hout- en meubelsector. De organisatie ontstond in 2007 door de fusie van de textielfederatie Febeltex en de federatie van de hout- en meubelindustrie Febelhout. In 2017 vertegenwoordigde Fedustria ongeveer 1.850 bedrijven, waarvan ongeveer 90% kmo's, en 40.000 werknemers.

## Bestuur
| Periode      | Voorzitter              |
| ------------ | ----------------------- |
| 2007 – 2010  | Michèle Sioen           |
| 2010 – 2013  | Philippe Corthouts      |
| 2013 - 2016  | Jean-François Gribomont |
| 2016 - 2019  | Luc Billiet             |
| 2019 - 2022  | Francis Verstraete      |
| 2022 - heden | Jan Desmet              |

| Periode      | Directeur-generaal |
| ------------ | ------------------ |
| 2007 - 2022  | Fa Quix            |
| 2022 - heden | Karla Basselier    |